# Jordens salt – En film om Sebastião Salgado
Jordens salt – En film om Sebastião Salgado (originaltitel: The Salt of the Earth) är en fransk-brasiliansk dokumentärfilm från 2014 regisserad av Wim Wenders och Juliano Ribeiro Salgado. Den hade världspremiär vid Filmfestivalen i Cannes den 20 maj 2014 och har svensk premiär den 31 juli 2015.
Filmen porträtterar den brasilianske fotografen Sebastião Salgados verk.

## Priser och nomineringar
Filmen valdes till att tävla inom Un certain regard-sektionen under Filmfestivalen i Cannes 2014 där den vann priset "Prix spécial". Den var också nominerad till en Oscar för bästa dokumentär vid Oscarsgalan 2015 och vann Publikens pris vid Filmfestivalen i San Sebastián. Senare vann den även Publikens pris vid Filmfestivalen i Tromsø 2015. Den vann också Césarpriset för bästa dokumentär vid Césarpriset 2015.